# 山崎草響
山崎 草響（やまざき そうきょう、1981年10月31日 - ）は、日本の草月流師範、フラワーアーティスト、きき酒師で、本名は山崎 直（やまざき　なお）。
福島県会津若松市出身、東京都稲城市在住。血液型はAB型。駒澤大学文学部を経て、関西大学大学院修了。

## 略歴
草月流師範である母の元で生まれ育つ。現在は假屋崎省吾に師事する。
2010年から12年にかけて日本酒と生け花を融合させた新しいスタイルも確立し、飲食店向けのプロデュースや家庭用に改定した内容をいなぎICカレッジ（市民講座）にて教授していた。

## 出演
- 日本列島ボウリング頂上決定戦2012 〜BOWLING ナンバー1はどの都道府県だ!?〜（フジテレビ） - 年末特番